# Sicista
Sous-famille
Genre
Sicista est l'unique genre de la sous-famille des Sicistinae. Il est constitué de rongeurs appelés des sicistes ou sminthes.
Synonymes : 
- Clonomys Thilesius, 1850
- Sminthus Nordmann, 1840

## Liste des genres et espèces
Selon Mammal Species of the World (version 3, 2005)  (30 mai 2016) et ITIS (30 mai 2016)
- genre Sicista Gray, 1827
  - Sicista armenica Sokolov et Baskevich, 1988
  - Sicista betulina (Pallas, 1779) - Siciste des bouleaux ou Sminthe errant
  - Sicista caucasica Vinogradov, 1925
  - Sicista caudata Thomas, 1907
  - Sicista concolor (Büchner, 1892)
  - Sicista kazbegica Sokolov, Baskevich et Kovalskaya, 1986
  - Sicista kluchorica Sokolov, Kovalskaya et Baskevich, 1980
  - Sicista napaea Hollister, 1912
  - Sicista pseudonapaea Strautman, 1949
  - Sicista severtzovi Ognev, 1935
  - Sicista strandi (Formozov, 1931)
  - Sicista subtilis (Pallas, 1773) -  Siciste des steppes ou Sminthe des steppes
  - Sicista tianshanica (Salensky, 1903)

Selon NCBI (30 mai 2016) :
- genre Sicista
  - Sicista betulina
  - Sicista caucasica
  - Sicista concolor
  - Sicista kazbegica
  - Sicista kluchorica
  - Sicista napaea
  - Sicista severtzovi
  - Sicista strandi
  - Sicista subtilis
  - Sicista tianshanica